# Palou (Torrefeta i Florejacs)
Palou o Palou de Sanaüja és una entitat de població de 55 habitants (2018) del municipi de Torrefeta i Florejacs, a la comarca de la Segarra. Es troba al sector més septentrional del terme i alhora més accidentat. A diferència de la majoria d'indrets del municipi (situats a la conca de drenatge del Sió) està situat a la conca del Llobregós. Està situat al capdamunt d'uns costers, a 547 metres d'altitud. Com la majoria de pobles del terme i la comarca, estava fortificat. Encara avui dia s'hi conserven diversos arcs i porxos. Al centre del nucli hi ha una casa senyorial i l'església parroquial dedicada a Sant Ponç.